# Ласник, Андреас
Андреас Ласник (нем. Andreas Lasnik; род. 9 ноября 1983, Фойтсберг, Штирия) — австрийский футболист, полузащитник. Сыграл один матч за национальную сборную Австрии.

## Клубная карьера
В 2001 году Андреас подписал контракт с австрийским клубом «Рид», игравшим в Бундеслиге. В дебютном сезоне Ласник сыграл девять матчей в чемпионате, а с 2002 года он стал игроком основного состава. В сезоне 2004/05, который «Рид» провёл в первой лиге, Андреас стал лучшим молодым игроком лиги. В общей сложности за четыре года он принял участие в 89 матчах чемпионата и забил 14 голов.
В 2005 году Ласник подписал контракт с венской «Аустрией», где он играл до конца сезона 2007/08. В составе «Аустрии» он выиграл чемпионат и кубок Австрии в 2006 году, а также ещё один кубок страны в 2007 году, забив победный мяч в финальном матче с «Маттерсбургом» (2:1). После этого сезона он подписал трехлетний контракт с немецким клубом из второго дивизиона «Алеманией». В сентябре 2009 года у Ласника произошёл разрыв крестообразных связок левого колена, из-за чего он пропустил шесть месяцев. После окончания его контракта в июне 2010 года он покинул клуб и на правах свободного агента перешёл в нидерландский «Виллем II» из Тилбурга. Сезоном позже Андреас стал игроком клуба НАК Бреда.
Летом 2013 года Ласник подписал однолетний контракт с греческим «Паниониосом». В сентябре 2014 года он вернулся в Австрию, подписав двухлетний контракт с «Капфенбергом». В январе 2016 года Ласник досрочно прервал свой контракт и завершил карьеру.

## Выступления в сборной
Он дебютировал в сборной Австрии в октябре 2005 года в матче отборочного турнира к чемпионату мира против сборной Англии (0:1), выйдя на последние десять минут вместо Андреаса Ибертсбергера.

## Достижения
«Аустрия» Вена
- Чемпион Австрии (1): 2005/06
- Обладатель Кубка Австрии (2): 2005/06, 2006/07